# Laura Tomsia
Laura Tomsia est une ancienne joueuse polonaise de volley-ball, née le 19 octobre 1992 à Gdańsk. Elle mesure 1,91 m et jouait au poste d'attaquante. Elle a totalisé 15 sélections en équipe de Pologne. Sa sœur ainée Berenika Okuniewska est également joueuse de volley-ball.

## Clubs
| Club                             | De        | À         |
| -------------------------------- | --------- | --------- |
| Gedania Gdańsk                   |           | 2006-2007 |
| SMS PZPS Sosnowiec               | 2007-2008 | 2009-2010 |
| Atom Trefl Sopot                 | 2010-2010 | 2010-2010 |
| Gedania Żukowo                   | 2010-2011 | 2010-2011 |
| AZS KSZO Ostrowiec Świętokrzyski | 2011-2012 | 2011-2012 |
| AZS Białystok                    | 2012-2013 | 2012-2013 |
| Bielsko-Biała                    | oct 2013  | nov 2013  |
| KS Energetyk Poznań              | 2013-2014 | 2013-2014 |
| KS Murowana Goślina              | 2014-2015 | 2014-2015 |
| Beng Rovigo Volley               | 2015-2016 | 2015-2016 |
| Apollon Limassol                 | 2016-2017 | 2016-2017 |
| CV J.A.V. Olímpico               | jan 2017  | mai 2017  |